# Igreja Unida de Cristo (Ilhas Marshall)
A Igreja Unida de Cristo (em ebon Jarin Rarik Dron), também conhecida como Igreja Congregacional Unida de Cristo nas Ilhas Marshall ou Igreja Unida de Cristo - Congregacional nas Ilhas Marshall, é uma denominação congregacional, estabelecida nas Ilhas Marshall a partir da chegada de missionários congregacionais americanos, em 1857.
Em 2021, 47% da população do país era afiliada à denominação, tornando-a a maior denominação religiosa nas Ilhas Marshall.

## História
Em 1857, o Conselho Americano de Comissários para Missões Estrangeiras enviou seus primeiros missionário para as Ilhas Marshall.
Desde então, diversas igrejas foram organizadas e filiadas ao Conselho Nacional das Igrejas Congregacionais dos Estados Unidos (CNICEU). Em 1931, o CNICEU se uniu à Conexão Cristã (um grupo do Movimento Campbelita), para formar as Igrejas Cristãs Congregacionais (ICC).
As ICC, por sua vez, se uniram à Igreja Reformada e Evangélica em 1957, para formar a atual Igreja Unida de Cristo dos Estados Unidos.
Em 1972, as igrejas das Ilhas Marshall se tornaram autônomas e organizaram uma denominação própria. Todavia, adotaram o mesmo nome que a denominação americana.
Desde então, é a maior denominação religiosa no território. 
Em 1985, um grupo de igrejas se separou da denominação e formaram a Igrejas Congregacionais Reformadas, de maneira que a IUC passou a ser conhecida também como Igreja Unida de Cristo - Congregacional nas Ilhas Marshall.
A partir da diáspora dos nativos das ilhas, a denominação estabeleceu congregações em outros lugares dos Estados Unidos. Em 2014, uma congregação foi aberta no Arkansas.
Em 2021, 47% da população das Ilhas Marshall era afiliada à IUC.

## Doutrina
A denominação subscreve o Credo dos Apóstolos e não permite a ordenação de mulheres.

## Relações inter eclesiásticas
A denominação é membro do  Conselho Mundial de Igrejas e da Comunhão Mundial das Igrejas Reformadas.